# برج عبد الله
برج عبدالله (به عربی: برج عبدالله) یک روستا در سوریه است که در ناحیه مرکزی عفرین واقع شده‌است. برج عبدالله ۱٬۲۲۴ نفر جمعیت دارد.